# V. H. Oden
Vistan Hju Oden (Wystan Hugh Auden; 21. februar 1907 – 29. septembar 1973) potpisivao je svoje radove kao W. H. Auden, bio je angloamerički pesnik, rođen u Engleskoj, a kasnije američki državljanin, smatra se jednim od najvećih pisaca 20. veka. Njegov rad se odlikuje visokim stilskim i tehničkim dostignućem, angažovanošću u moralnim i političkim pitanjima i raznovrsnošću tona, forme i sadržaja. Glavne teme njegove poezije su ljubav, politika i građanstvo, religija i moral i veza između jedinstvenih ljudskih bića i anonimnog, bezličnog sveta prirode.
Oden je odrastao u Birmingemu u obrazovanoj porodici srednje klase i studirao je književnost na Oksfordu. U njegovim ranim pesmama, napisanim krajem 1920-ih i početkom 1930-ih, smenjuje se telegrafski moderni stil i tečan tradicionalni. Napisane su u intenzivnom i dramatičnom tonu i postavile su njegovu reputaciju pesnika i propovednika levice. Ovu ulogu je napustio nakon što se preselio u SAD 1939. godine, gde je uzeo američko državljanstvo 1946. Njegove pesme iz 1940-ih bave se religijskim i etičkim temama na manje dramatičan način nego što je to bio slučaj sa njegovim ranijim radovima, ali u njim još uvek kombinuje tradicionalne forme i stilove sa novim formama koje je Oden sam stvorio. Tokom 1950-ih i 1960-ih mnoge njegove pesme se fokusiraju na načine kako reči otkrivaju i sakrivaju emocije. Počeo je da piše libreta za opere, što je bila idealna forma za usmeravanje izražavanje snažnih osećanja.
Bio je, takođe, plodan pisac eseja i prikaza na književne, političke, psihološke i religijske teme, a povremeno se bavio i dokumentarnim filmom, petstkim pretstavama i drugim formama. Tokom svoje karijere bio je ujedno i kontroverzan i uticajan. Nakon smrti neke njegove pesme (posebno „Funeral Blues” („Stop all the clocks”) i „September 1, 1939”) postale su poznate širim krugovima kroz njihovu upotrebu u filmovima i drugim popularnim medijima.

## Život

### Detinjstvo
Oden je rođen u Jorku u Engleskoj. Njegov otac, Dordž Ogastus Oden bio je lekar, a majka, Konstans Rozali Biknel Oden bila je pripremana za medicinsku sestru, ali nikada nije radila. Bio je najmlađe dete u porodici sa tri sina. Najstariji brat, Džordž Bernard Oden, postao je farmer, a srednji, Džon Biknel Odeon, geolog. I jedan i drugi deda su mu bili sveštenici i on je odrastao u anglokatoličkog porodici, koja je pratila „visoku” formu anglikanizma, u kojoj su rituali sličniji katoličkim. Svoju ljubav prema muzici i jeziku delimično pronalazi u crkvi. Verovao je da ima islandsko poreklo i njegov fascinacija islandskim legendama i drevnim nordijskim sagama može se primetiti u njevim delima.
Godine 1908. njegova porodica se preselila u Harborn, u Birminghamu, gde je njegov otac postao najpre predavač, a kasnije profesor medicine. Odenovo interesovanje za psihoanalizu ima začetke u očevoj biblioteci. Od svoje osme godine školovan je u internatima, a kući je dolazio samo za raspuste. Do svoje petnaeste godine mislio je da će postati inženjer rudarstva, ali je počeo da razvija strast prema jeziku. Kasnije je pisao: „reči me toliko uzbuđuju da me pornografska priča, na primer, više uzbudi nego što to može prava osoba.”

### Obrazovanje
Odenova prva škola bila je St. Edmundova škola, u Sariju, gde je upoznao Kristofera Išervuda, kasnije poznatog pisaca. Sa trinaest godine prešao je u Grešamovu školu u Norfolku, gde ga je 1922. godine prijatelj, Robert Medli pitao da li piše poeziju, nakon čega je Oden odlučio da postane pesnik. Ubrzo zatim je „shvatio da je izgubio veru”. U školskoj postavci Šekspira igrao je Katarinu u The Taming of the Shrew, 1922. godine, i Kalibana u The Tempest, 1925. godine, njegove poslednje godine u Grešamovoj školi. Njegove prve pesme su se pojavile u školskom časopisu 1923.
Godine 1925. počeo je sa studijama biologije na koledžu Hristove crkve u Oksfordu, ali se u drugoj godini prebacio na studije književnosti. Među prijateljima koje je sreo na Oksfordu bili su Sesil Dej Luis, Luis Maknis i Stiven Spender; njih četvorica su tokom 1930-ih bili poznati kao „Ordenova grupa” zbog svojih levičarskih, ali ne identičnih, uverenja.
Ponovo je sreo Išervuda 1925. godine i narednih nekoliko godina mu je Išervud bio mentor, kome je slao svoje radove na kritiku. Oden se verovatno zaljubio u Išervuda i tokom 1930-ih imali su intimne veze u periodima kada su bili bez partnera. Između 1935. i 1939. sarađivali su na tri predstave i putopisu.
Od dana na Oksfordu pa nadalje, prijatelji su ga redovno opisivali kao smešnog, ekstravagantnog, simpatičnog, plemenitog i, delimično po njegovom sopstvenom izboru, usamljenog. U kontaktu sa ljudima nedostajalo mu je samopouzdanja i bio je stidljiv, osim kada je bio siguran da je dobrodošao. Bio je tačan i opsesivno se trudio da poštuje rokove, ali je živeo u fizičkom haosu.

### Britanija i Evropa, 1928–1938.
U jesen 1928. Oden je napistio Britaniju i preselio se u vajmarsk Berlin, gde je proveo devet meseci. Jedan od razloga je bio i taj što je Engleska u to vreme bila represivno društvo prema gej osobama, nasuprot Berlinu, gde je homoseksualnost bila prihvaćena. U Berlinu je najpre iskusio politički i ekonomski nemir, koji je postao jedan od njegovih glavnih tema.
Po povratsku u Britaniju, 1929. godine kratko je radio kao tutor. Godine 1930. objavio je svoju prvu knjigu, Poems (1930), koju je T. S. Eliot prihvatio da štampa kao urednik u Faber and Faber. Ovaj izdavač je objavljivao i njegove kasnije radove. Godine 1930. počeo je i svoju petogodišnju karijeru upravnika škola za dečake, najpre dve godine u Larčfild akademiju, zatim tri godine u Dauns školi, gde je bio veoma voljen nastavnik.
Tokom ovih godina Odenova erotska intereovanja su bila fokusirana na, kako je kasnije rekao, idealizovani „Drugo ja” umesto na druge osobe. Njegovi partneri (ili osobe kojima se neuspešno udvarao) bili su nejednaki sa njim ili po godinama ili po inteligenciji; njegove polne veze su bile obično prolazne, mada su se neke razvile u duga prijateljstva. Ove veze je kasnije suprotstavio onome što je nazivao „brakom” jednakih, koji je imao sa Česterom Kalmanom od 1939. i koji je bio zasnovan na individualnosti obojice.
Od 1935. do 1939. kada je napusio Britaniju, Oden je radio kao samostalni esejista, kritičar i predavač, najpre za G.P.O. Film Unit, deo pošte koji je pravio dokumentarne filmove. Radeći za G.P.O. Film Unit sreo je i sarađivao je sa Benjaminom Britenom, sa kojim je, takođe, sarađivao na predstavama i libretima. Njegove predstave tokom 1930-ih su igrane u Grup teatru.
Njegov rad u ovom periodu je oslikavao njegovo verovanje da svaki dobar umetnik mora da bude „malo više od novinara koji izveštava”. Godine 1936. proveo je tri meseca na Islandu, gde je sakupljao materijal za putopis, Pisma sa Islanda (1937), koji je napisao u saradnji sa Luisom Maknisom. Godine 1937. otišao je u Španiju, gde je nameravao da vozi ambulantna kola u Španskom građanskom ratu, ali je radio u propagandi, što je napustio kako bi otišao na front. Njegov sedmonedeljni boravak u Španiji je imao na njega veći uticaj i njegovi stavovi su postali složeniji, nakon što je shvatio da je politička realnost kompleksnija nego što je zamišljao. Ponovo je pokušao da spoji reportažu i umetnost i Išervud i on su proveli šest meseci na ratištu tokom Drugog kinesko-japanskog rata 1938. radeći na knjizi Putovanje u rat (1939). Na povratku u Britaniju kratko su se zadržali u Jorku i rešili su da se presele u Ameriku. Oden je jesen 1938. proveo delom u Britaniji, delom u Briselu.
Mnoge njegove pesme tokom 1930-ih i kasnije inspirane su nekonzumiranom ljubavlju. Svoj emotivni život je 1950-ih opisao čuvenim stihovima: „Ako ljubavi ne može biti / Neka budem ja taj koji će više voleti” („The More Loving One”). Imao je dara za prijateljstvo, a od kraja 1930-ih želeo je stabilnost braka, koji je nazivao „jedinom temom”. Tokom života činio je dobra dela, nekada javno (kao što je venčanje sa lezbejskom spisateljicom, Erikom Man, 1935. kako bi joj omogućio britanski pasoš i šansu da pobegne iz nacističke Nemačke), ali, posebno kasnije u životu, često i krišom, i bio bi postiđen kada bi se to saznalo u javnosti, kao što je bio njegov poklon prijateljici Doroti Dej za časopis Katolički Radnik, što je bilo objavljeno na naslovnoj stranici Njujork tajmsa, 1956. godine.

### Amerika i Evropa, 1939–1973.
Oden i Išervud su otplovili za Njujork januara 1939. godine sa privremenim vizama. Njihov oslazak iz Britanije su mnogi videli kao čin izdaje, što je imalo negativne posledice za njegovu reputaciju. Aprila, 1939. Išervud se preselio u Kalifoniju i njih dvojica su se samo povremeno viđali u kasnijim godinama. U ovo vreme Oden je sreo pesnika, Čestera Kalmana, koji je bio njegov ljubavnik u naredne dve godine (Oden njihov odnos opisuje kao „brak” koji je otpočeo „bračnim putovanjem” po Americi). Godine 1941. Kalman je prekinuo njihovu vezu, jer nije mogao da pristane na Odenova insistiranja na monogamnoj vezi, ali su ostali prijatelji do kraja života i živeli su zajedno od 1953. do Odenove smrti. Oden je oba izdanja sabranih pesama (1945/50 i 1966) posvetio Išervudu i Kalmanu.
Tokom 1940–41 Oden je živeo u kući u Bruklin Hajtsu, koju je delio sa Karsonom Makalerom, Bendžaminom Britenom i drugima, i koja je postala centar umetničkog života. Godine 1940. pridružio se Episkopalnoj crkvi, vraćajući se tako anglikanskoj zajednici, koju je napustio sa 13 godina.
Kada je Britanija objavila rat Nemačkoj, septembra, 1939. Oden je rekao britanskoj ambasadi da će se vratiti u UK, ako je potreban, ali su mu odgovorili da među ljudima njegovih godina (32) imaju potrebe samo za kvalifikovanim osobljem. Tokom 1942 i 43. predavao je engleski jezik na Mičiganskom univerzitetu. Bio je pozvan na regrutaciju u američku vojsku, ali je odbijen iz zdravstvenih razloga. Dobio je stipendiju Gugenhajma za 1942-43. ali je nije iskoristio, već je odlučio da predaje na Svartmor koledžu-u (1942–45).
Tokom leta 1945. godine, nakon što je rat u Evropi bio završen, boravi je u Nemačkoj sa Istraživanjem strateškog bombardovanja, baveći se uticajem bombardovanja Saveznika na nemački moral. Ovo iskustvo ostavilo je traga u njegovim kasnijim radovima, kao što je boravak u Španiji imalo uticaja na njegov raniji rad. Po povratku u SAD počeo je da živi na Menhetnu, radeći kao pisac i predavač u Novoj školi za društvena istraživanja, i kao gostujući profesor na Beningtonu, Smitu i drugim američkim koledžima. Godine 1946. dobio je američko državljanstvo.
Oden je 1948. počeo da provodi leta u Evropi, najpre u Iskiji u Italiji, a kasnije u Kirhštetenu u Austriji, gde je kupio seosku kuću.
Godine 1951. malo pre nego što su britanski špijuni, Gaj Berdžes i Donald Maklean pobegli za SSSR, Berdžes je probao da kontaktira Odena, kako bi došao kod njega u Iskiju, o čemu su ranije razgovorali. Oden nikada nije odgovorio na njegov poziv i nije imao nikakve kontakte sa njima, ali je njegovo ime bilo povezivano u štampi sa njihovim bekstvom. Ovakva medijska pažnja je bila ponovljena kada su dokumenti MI5 agencije objavljeni tokom 2007. godine.
Tokom 1956-61. Oden je bio profesor poezije na Oksfordu, gde se od njega očekivalo da održi tri predavanja godišnje. Ovakav ne mnogo zahtevan posao omogućavao mu je da i dalje zimu provodi u Njujorku, a leta u Evropi, provodeći samo tri nedelje u Oksfordu godišnje. Zarađivao je uglavnom tako što je držao predavanja i pisao za Njujorker i druge časopise.
Tokom poslednjih godina počeo je da se ponavlja u razgovorima, što je razočaravalo njegove prijatleje, koji su ga znali kao duhovitog sagovornika koji ume da govori o različitim temama. Godine 1972. preselio se u Oksford, gde mu je koledž Hrist čurč dao kućicu, ali je nastavio da provodi leta u Austriji. Umro je u Beču, 1973. godine i sahranjen je u Kirhštetenu.

## Književni stil
Oden je izdao 400 pesama od čega ih je 7 bilo vrlo velikih po obimu taku da su dve (svaka za sebe) zauzimale celu knjigu. Njegov poetički opus je bio enciklopedijski tako da se kretao od modernizma do tradicionalnih formi kao što su balade, haiku ili barokna dela. Ton njegovih dela se kretao između pesama koje spadaju u pop kliše do meditacija i od savremene krize do evolucije društva .
Osim pesama Oden je proizveo više od 400 eseja i kritika o književnosti, istoriji, politici, muzici, religiji i mnogim drugim stvarima. Takođe je učestvovao u pisanju operskog libreta i sarađivao sa snimateljima dokumentarnih filmova. Pred kraj svog života Oden je kontroverzno krenuo u izmene svojih popularnih pesama ili je neke potpuno odbacio pošto ih je smatrao dosadnim ili nepoštenim dok je radio, sklapao kolekcije svojih dela.

## Bibliografija
Spisak koji sledi sadrži samo onа delа koја je Oden objavio tokom života:

### Knjige
- Poems (London, 1930; London, 1933) (posvećena Isherwoodu).
- The Orators: An English Study (London, 1932, poezija i proza; London, 1934; London, 1966; New York 1967) (posvećena Stephenu Spenderu).
- The Dance of Death (London, 1933, drama)[27] (posećena Robertu Medleyu i Rupertu Dooneu).
- Poems (New York, 1934; sadrži Poems [1933], The Orators [1932], i The Dance of Death).
- The Dog Beneath the Skin (London, New York, 1935; drama, sa Isherwoodom)[27] (posvećena Robertu Moodyju).
- The Ascent of F6 (London, 1936; 1937; New York, 1937; drama, sa Isherwoodom)[27] (posvećena Johnu Bicknellu Audenu).
- Look, Stranger! (London, 1936, pesme; US edn., On This Island, New York, 1937) (posvećena Eriki Mann)
- Letters from Iceland (London, New York, 1937; poezija i proza, sa Louis MacNeiceom)[28] (posvećena George Augustus Audenu).
- On the Frontier (London, 1938; New York 1939; drama, sa Isherwoodom)[27] (posvećena Benjamin Brittenu).
- Journey to a War (London, New York, 1939; poezija i proza, sa Isherwoodom)[28] (posvećena E. M. Forsteru).
- Another Time (London, New York 1940; poezija) (posvećena Chester Kallmanu).
- The Double Man (New York, 1941, poezija; UK edn., New Year Letter, London, 1941) (posvećena Elizabeth Mayer).
- For the Time Being (New York, 1944; London, 1945; dve duge pesme: "The Sea and the Mirror: A Commentary on Shakespeare's The Tempest", posvećena Jamesu i Tanji Stern, i "For the Time Being: A Christmas Oratorio", u sećanje na Constancu Rosalie Auden [Audenovu majku]).
- The Collected Poetry of W. H. Auden (New York, 1945; sadrži nove pesme) (posvećena Isherwoodu i Chester Kallmanu).
- The Age of Anxiety: A Baroque Eclogue (New York, 1947; London, 1948; peozija; dobio Pulitzerovu nagradu) (posvećena John Betjemanu).
- Collected Shorter Poems, 1930–1944 (London, 1950; slična kao 1945 Collected Poetry) (posvećena Christopher Isherwoodu iChester Kallmanu).
- The Enchafèd Flood (New York, 1950; London, 1951; proza) (posvećena Alan Ansenu).
- Nones (New York, 1951; London, 1952; pesme) (posvećena Reinholdu i Ursuli Niebuhr)
- The Shield of Achilles (New York, London, 1955; pesme; dobio National Book Award for Poetry) (posvećena Lincolnu i Fidelmi Kirstein).
- Homage to Clio (New York, London, 1960; pesme) (posvećena E. R. i A. E. Dodds).
- The Dyer's Hand (New York, 1962; London, 1963; eseji) (posvećena Nevill Coghill).
- About the House (New York, London, 1965; pesme) (posvećena Edmundu i Eleni Wilson).
- Collected Shorter Poems 1927–1957 (London, 1966; New York, 1967) (posvećenaChristopher Isherwoodu i Chester Kallmanu).
- Collected Longer Poems (London, 1968; New York, 1969).
- Secondary Worlds (London, New York, 1969; proza) (posvećena Valerie Eliot).
- City Without Walls and Other Poems (London, New York, 1969) (posvećena Peter Heyworthu).
- A Certain World: A Commonplace Book (New York, London, 1970; citati sa komentarima) (posvećena Geoffrey Goreru).
- Epistle to a Godson and Other Poems (London, New York, 1972) (posvećena Orlanu Foxu).
- Forewords and Afterwords (New York, London, 1973; eseji) (posvećena Hannah Arendt).
- Thank You, Fog: Last Poems (London, New York, 1974) (posvećena Michaelu i Marny Yates).

### Scenarija i libreti
- Night Mail (1936, dokumentarni film).[27]
- Paul Bunyan (1941, libreto za operetu Benjamin Brittena; objavljen tek 1976).[29]
- The Rake's Progress (1951, sa Chester Kallmanom, libreto za operetu Igora Stravinskog).[29]
- Elegy for Young Lovers (1961, saChester Kallmanom, libreto za operu Hans Werner Henzea).[29]
- The Bassarids (1961, sa Chester Kallmanom, libreto za operu Hans Werner Henzea).[29]
- Love's Labour's Lost (1973, sa Chester Kallmanom, libreto za operu Nicolas Nabokova).[29]

### V. H. Oden u prevodima na srpski i hrvatski jezik
- Poezija / W. H. Auden ; preveo Tomislav Sabljak. - Zagreb : Mladost, 1964.
- Песме / В. Х. Одн ; избор и превод Срба Митровић, Зоран Бундало. - Ниш : Градина, 1972.
- Ненаписана песма / Вистан Хју Одн ; превод Давид Албахари. - Ниш : Часопис "Градина", 1986.
- Изабране песме / Вистан Хју Одн ; изабрао и са енглеског превео Лазар Мацура. - Београд : Књижевна омладина Србије, 1996.
- Изабрани есеји / Вистан Хју Одн ; превела Душица Лечић Тошевски. - Београд : БИГЗ - Издавачко предузеће, 2000.
- Ненаписана песма / Вистан Хју Одн ; превод Давид Албахари. - [1. изд.]. - Ниш : Просвета. 2002.  978-86-7455-516-3.
- Nek mi povijest sudi : izabrane pjesme / Wystan Hugh Auden ; preveli Marko Udovičić, Omer Hadžiselimović. - Cetinje : Otvoreni kulturni forum. 2010.  978-86-85747-30-4.
- Испод Сиријуса : песме / Вистан Хју Одн ; избор и превод Срба Митровић и Зоран М. Бундало ; аутор фотографија Душан Митић Цар. - 2., допуњено изд. - Ниш : Нишки културни центар. 2012.  978-86-6101-074-3.

## Literatura
- Fuller, John (1998). W. H. Auden: a commentary. London: Faber and Faber. ISBN 978-0-571-19268-7.

- Brodksy, Joseph (1986). Less Than One: selected essays. New York: Farrar, Straus and Giroux. стр. 357. ISBN 978-0-374-18503-9.

### Na srpskom jeziku
- Kunic, Stenli. „Dijalog o poeziji : zagonetka pesničkog jezika: V. H. Odn”. - У: Савременик. - God. 16, knj. 32, br. 7 (1970), str. 77-88. ISSN 0036-519X
- Vilijams, Rejmond. „Pisci i drame, 1935-1955 : Odn i Išervud”. - U: Drama od Ibzena do Brehta. 1979. стр. [225]-233.,./ Rejmond Vilijams. - Beograd : Nolit.
- Njumen, Majkl. „Intervju sa Vistanom Hjuom Odnom”. - У: Treći program. - br. 84 (1990), str. 178-188. ISSN 0564-7010
- Магарашевић, Мирко. „Одн о Јејтсу”. - У: Исидоријана. - Год. 9/15, бр. 12/14 (2003/2008), стр. 228-238. ISSN 0354-8767
- Брукс, Клинт. „Однова симболика”. - У: Поезија. - Год. 13, бр. 44 (2008), стр. 37-51. ISSN 0354-8562
- Спендер, Стивен. „В. Х. Одн и њихова поезија”. - У: Поезија. - Год. 13, бр. 44 (2008), стр. 52-68. ISSN 0354-8562
- Фрејзер, Џ. С. „Каријера В. Х. Одна”. - У: Поезија. - Год. 13, бр. 44 (2008), стр. 69-101. ISSN 0354-8562
- Хогарт, Ричард. „Увод у Однову поезију”. - У: Поезија. - Год. 13, бр. 44 (2008), стр. 102-129. ISSN 0354-8562
- Milutinović Bojanić, Sanja. „Porno balada”. - У: Polja. - God. 55, br. 466 (nov.-dec. 2010), str.173-174. ISSN 0032-3578
- Веселиновић, Соња. „Вистан Хју у савременој српској поезији и мисли о књижевности”. - U: 40. научни састанак слависта у Вукове дане. 2011. стр. 551—561. ISBN 978-86-6153-039-5. ISSN 0354-8562.. Београд, 8-11. IX 2010, Београд. 2, Српска књижевност и европска књижевност. - Београд : Филолошки факултет, Међународни славистички центар.  (МСЦ)
- Поповић Срдановић, Дубравка Ђ. „"Ахилејев штит" Вистана Хју Одна: екфраза као метапоезија”. - У: Philologia Mediana. - Год. 4, бр. 4 (2012), стр. 161-175. ISSN 1821-3332
- Јавор, Игор. „О стварностима и илузијама рата - три античка штита у модерном контексту (Одн, Рогоф, Меклечи)”. - У: Polja. - Год. 59, бр. 485 (2014), стр. 154-163. ISSN 0032-3578
- Pavlović, Tomislav M. „Nacion i rat u pesničkoj vizuri V.H. Odna”. - U: Српски језик, књижевност, уметност. Књ. 2, Рат и књижевност. 2015. стр. 95—104.,. ISBN 978-86-85991-81-3./ [уредници Драган Бошковић, Часлав Николић]. - Крагујевац : Филолошко-уметнички факултет.

### Na engleskom jeziku
- Smith, Stan (2004). The Cambridge Companion to W. H. Auden. Cambridge: Cambridge University Press. ISBN 978-0-521-82962-5.
- Auden, W. H. (2002). Prose, Volume II: 1939–1948. Princeton: Princeton University Press. стр. 478. ISBN 978-0-691-08935-5. Oden je koristio frazu „Angloamerički pesnici” 1943. godine koja se odnosila na njega i na T. S. Eliota.</ref> rođen u Engleskoj, a kasnije američki državljanin, smatra se jednim od najvećih pisaca 20. veka.<ref name="Companion">Smith, Stan (2004). The Cambridge Companion to W. H. Auden. Cambridge: Cambridge University Press. ISBN 978-0-521-82962-5.
- Auden, W. H.; ed. by Katherine Bucknell and Nicholas Jenkins "The Map of All My Youth": early works, friends and influences. Oxford: Oxford University Press. 1990. ISBN 978-0-19-812964-6.. (Auden Studies 1). .
- Auden, W. H.; ed. by Katherine Bucknell and Nicholas Jenkins "The Language of Learning and the Language of Love": uncollected writings, new interpretations. Oxford: Oxford University Press. 1994. ISBN 978-0-19-812257-9.. (Auden Studies 2). .
- Auden, W. H.; ed. by Katherine Bucknell and Nicholas Jenkins "In Solitude, For Company": W. H. Auden after 1940: unpublished prose and recent criticism. Oxford: Oxford University Press. 1995. ISBN 978-0-19-818294-8.. (Auden Studies 3). .
- Carpenter, Humphrey W. H. Auden: A Biography. London: George Allen & Unwin. 1981. ISBN 978-0-04-928044-1..
- Clark, Thekla (1995). Wystan and Chester: A Personal Memoir of W. H. Auden and Chester Kallman. London: Faber and Faber. ISBN 978-0-571-17591-8..
- Davenport-Hines, Richard Auden. London: Heinemann. 1996. ISBN 978-0-434-17507-9..
- Farnan, Dorothy J. (1984). Auden in Love. New York: Simon & Schuster. ISBN 978-0-671-50418-2.. .
- Fuller, John (1998). W. H. Auden: A Commentary. London: Faber and Faber. ISBN 978-0-571-19268-7..
- Haffenden, John, ed (1983). W. H. Auden: The Critical Heritage. London: Routledge & Kegan Paul. ISBN 978-0-7100-9350-9..
- Kirsch, Arthur (2005). Auden and Christianity. New Haven: Yale University Press. ISBN 978-0-300-10814-9..
- Mendelson, Edward (1981). Early Auden. New York: Viking. ISBN 978-0-670-28712-3..
- Mendelson, Edward (1999). Later Auden. New York: Farrar, Straus and Giroux. ISBN 978-0-374-18408-7..
- Mitchell, Donald (1981). Britten and Auden in the Thirties: the year 1936. London: Faber and Faber. ISBN 978-0-571-11715-4..
- Myers, Alan and Forsythe, Robert (1999). W. H. Auden: Pennine Poet. Nenthead: North Pennines Heritage Trust. ISBN 978-0-9513535-7-8. Архивирано из оригинала 09. 07. 2011. г. Приступљено 23. 01. 2019. Архивирано на веб-сајту  (9. јул 2011) . Pamphlet with map and gazetteer.
- Sharpe, Tony, ур. (2013). W. H. Auden in Context. Cambridge: Cambridge University Press. ISBN 978-0-521-19657-4..
- Smith, Stan, ур. (2004). The Cambridge Companion to W. H. Auden. Cambridge: Cambridge University Press. ISBN 978-0-521-53647-9..
- Spears, Monroe K. (1963). The Poetry of W. H. Auden: The Disenchanted Island. New York: Oxford University Press..
- Costello, Bonnie, and Rachel Galvin, eds (2015). Auden at Work. Houndmills: Palgrave Macmillan. ISBN 978-1-137-45292-4..
- Huddleston, Robert. "Poetry Makes Nothing Happen". Boston Review, 25 February 2015.
- Spender, Stephen, ed (1975). W. H. Auden: A Tribute. London: Weidenfeld & Nicolson. ISBN 978-0-297-76884-5..
- Wright, George T. (1969; rev. ed. 1981). W. H. Auden. Boston: Twayne. 1981. ISBN 978-0-8057-7346-0..

## Spoljašnje veze
- „The W. H. Auden Society: news, links, books, notes, etc.”. Приступљено 29. 9. 2010.
- Oxford Dictionary of National Biography. „Auden, Wystan Hugh (1907–1973)” (Subscription access only). Приступљено 29. 9. 2010.
- „Fourteen poems by Auden (Academy of American Poets site)”. Приступљено 29. 9. 2010.
- „W. H. Auden on the BBC Poetry Season site (warning: links not available outside UK)”. Приступљено 29. 9. 2010.
- „Auden reads "On Reading a Child's Guide to Modern Physics"”. Приступљено 29. 9. 2010.
- „Recorded interviews with the BBC”. Архивирано из оригинала 25. 2. 2007. г. Приступљено 29. 9. 2010.
- „Paris Review interview with Auden”. Архивирано из оригинала 29. 01. 2007. г. Приступљено 29. 9. 2010.
- Fenton, James. „"A voice of his own", The Guardian, 3 Feb. 2007”. London. Приступљено 29. 9. 2010.
- Bucknell, Katherine. „"In praise of a guilty genius", The Observer, 4 Feb. 2007”. The Guardian. London. Приступљено 29. 9. 2010.
- „W. H. Auden at Swarthmore”. Приступљено 29. 9. 2010.
- „Back issues of The W. H. Auden Society Newsletter”. Приступљено 29. 9. 2010.